# Luis Colón de Toledo
Luis Colón de Toledo (ur. na Santo Domingo, 1519/1520/1522, zm. 29 stycznia 1572) − pierwszy syn Diego Colóna i Maríi de Toledo y Rojas, wnuk Krzysztofa Kolumba.
Po śmierci ojca odziedziczył jego tytuły, dożywotnią rentę w wysokości 10 tysięcy dukatów oraz wyspę Jamajkę jako prywatną własność, będącą lennem króla Hiszpanii.
Ożenił się w 1546 roku z Maríą de Mosquera y Pasamonte, córkę Juana de Mosquera, miał z nią dwójkę dzieci:
- Maríę Colón de Toledo y Mosquera
- Felipę Colón de Toledo

Ponownie ożenił się w Valladolid 19 października 1555 z Aną de Castro Osorio.